# Almindelig vorterod
Almindelig Vorterod (Ficaria verna, tidligere Ranunculus ficaria) eller blot vorterod er en 10-30 cm høj urt med hårløse stængler med blade og endestillede blomster. Den er meget almindelig i Danmark på fugtig muldbund. Planten visner helt bort i slutningen af maj og ses ikke resten af året.

## Beskrivelse
Vorterod er en flerårig urt som først har en grundstillet roset af blade, som er runde til nyreformede med bugtet rand. Oversiden af bladene er glat og mørkegrøn, mens undersiden lysegrøn. Senere dannes hårløse stængler med blade og endestillede blomster. Blomstringen sker i april-maj, og de enkelte blomster er gule med talrige støvdragere og frugtanlæg. I bladhjørnerne dannes der yngleknopper, men til gengæld er frøsætningen meget svag.
Rodnettet består af små, kartoffelformede knolde og kraftige, hvide rødder.
Højde x bredde og årlig tilvækst: 0,10 x 0,20 m (10 x 2 cm/år).

## Voksested
Planten er vildtvoksende i Danmark, hvor den findes på den bedste, fugtige muldbund i løvskove, krat, parker og haver. På grund af yngleknoldene bliver arten spredt med jord på fodtøj, redskaber og maskiner, og derfor betragtes den – af nogle – som et irriterende ukrudt.
I et egekrat på den østlige bred af Rind Å, som ligger et par km syd for Høgild vokser arten sammen med bl.a. abild, aksrapunsel, almindelig blåbær, almindelig bøg, almindelig engelsød, almindelig gedeblad, almindelig gyldenris, almindelig hindbær, almindelig kohvede, almindelig liguster, almindelig mangeløv, almindelig røn, angelik, blåtop, djævelsbid, krat-fladbælg, liljekonval, lægebaldrian, mosebunke, pengebladet fredløs, skovelm, skovrørhvene, skovstar, skovstjerne, skovstorkenæb, smalbladet høgeurt, stilkeg, stor frytle, stor konval, tormentil, tyttebær, tørst og vintereg.

## Limfjords-vorterod
Underarten Limfjords-vorterod (ssp. fertilis) danner ikke yngleknopper, men sætter frugt. Den er i Danmark kun udbredt i den vestlige del af Limfjorden i lyse strandkrat.

## Galleri
- Blade
- Blomster
- Rodknold
- Vækstform
- Habitat